# Alan Brown (dirkač)
Alan Everest Brown, britanski dirkač Formule 1, * 20. november 1919, Malton, Yorkshire, Anglija, Združeno kraljestvo, † 20. januar 2004, Guildford, Surrey, Anglija, Velika Britanija.
Alan Brown je pokojni britanski dirkač Formule 1. Debitiral je v sezoni 1952, ko je nastopil na štirih dirkah z dirkalnikom Cooper T20 privatnega moštva Ecurie Richmond. Že na svoji prvi dirki za Veliko nagrado Švice je s petim mestom dosegel svoj najboljši rezultat kariere in edino uvrstitev med dobitnike točk. V tej sezoni je dosegel še šesto mesto na dirki za Veliko nagrado Belgije, na Velikih nagradah Velike Britanije in Italije pa je sicer dirki končal, toda zaradi prevelikega zaostanka za zmagovalcem ni bil uvrščen. V naslednji sezoni 1953 je ponovno nastopil na štirih dirkah. Na prvi dirki sezone za Veliko nagrado Argentine je dirkal z dirkalnikom Cooper T20 moštva Cooper Car Company in zasedel deveto mesto. Na ostalih treh dirkah je nastopil z dirkalnikom Cooper T23 privatnega moštva, na Velikih nagradah Velike Britanije in Nemčije je odstopil, na zadnji dirki sezone za Veliko nagrado Italije pa je zasedel dvanajsto mesto. Zadnjič je v Formuli 1 nastopil na domači dirki za Veliko nagrado Velike Britanije v naslednji sezoni 1954, kjer mu zaradi okvare dirkalnika ni uspelo štartati. Umrl je leta 2004.

## Popolni rezultati Formule 1
(legenda) (odebeljene dirke pomenijo najboljši štartni položaj, poševne pa najhitrejši krog, †-uvrščen kljub odstopu)
| Leto | Moštvo             | Šasija     | Motor              | 1     | 2   | 3     | 4   | 5      | 6      | 7       | 8      | 9      | Prv | Toč |
| ---- | ------------------ | ---------- | ------------------ | ----- | --- | ----- | --- | ------ | ------ | ------- | ------ | ------ | --- | --- |
| 1952 | Ecurie Richmond    | Cooper T20 | Bristol Straight-6 | ŠVI 5 | 500 | BEL 6 | FRA | VB NC  | NEM    | NIZ     | ITA NC |        | 16. | 2   |
| 1953 | Cooper Car Company | Cooper T20 | Bristol Straight-6 | ARG 9 | 500 | NIZ   | BEL | FRA    |        |         |        |        | -   | 0   |
| 1953 | RJ Chase           | Cooper T23 | Bristol Straight-6 |       |     |       |     |        | VB Ret |         |        |        | -   | 0   |
| 1953 | Equipe Anglaise    | Cooper T23 | Bristol Straight-6 |       |     |       |     |        |        | NEM Ret | ŠVI    | ITA 12 | -   | 0   |
| 1954 | Equipe Anglaise    | Cooper T23 | Bristol Straight-6 | ARG   | 500 | BEL   | FRA | VB DNS | NEM    | ŠVI     | ITA    | ŠPA    | -   | 0   |